# Mauldin (South Carolina)
Mauldin ist eine US-amerikanische Stadt im Greenville County im nordwestlichen Teil des Bundesstaats South Carolina. Das U.S. Census Bureau hat bei der Volkszählung 2020 eine Einwohnerzahl von 24.724 ermittelt. Mauldin hat eine Fläche von 22,3 km² und liegt 290 m ü. NN auf dem Piedmont Plateau.
Mauldin liegt südlich von Greenville etwa auf halber Strecke zwischen den Städten Atlanta (Georgia) und Charlotte (North Carolina). Die Stadt ist an die Interstate Highways I-85, I-185 und I-385 angeschlossen.

## Geschichte
Bis zur Mitte des 18. Jahrhunderts war die Gegend um Mauldin ein beliebtes Jagdgebiet der Cherokees. Ein Dorf der Cherokee befand sich nahe der heutigen Stadt.
Im Jahr 1784 bekam Benjamin Griffith als einer der ersten dortigen Siedler Land mit einer Fläche von etwa 40 Hektar zugewiesen. Er ließ sich darauf, auf dem heutigen Stadtgebiet von Mauldin, mit seiner Familie nieder.
Der Name der Stadt geht auf den früheren Vizegouverneur von South Carolina, W. L. Mauldin, zurück. Er hatte sich für die Errichtung eines Bahnhofs der Greenville Laurens Railroad Company in dem entstandenen kleinen Örtchen „Butlers Crossroads“ eingesetzt. Der Bahnhof bekam seinen Namen bis schließlich ihm zu Ehren auch der Ort nach ihm umbenannt wurde.
1957 entschieden sich die Bürger Mauldins in einer Abstimmung gegen eine Einbürgerung in die Stadt Greenville.

## Demographie
Nach der im Jahr 2000 stattgefundenen Volkszählung leben 15.224 Menschen in Mauldin. Diese teilen sich auf 6131 Haushalte und 4242 Familien auf. Mit einem Verhältnis von 100 Frauen auf 93,2 Männer herrscht ein leichter Frauenüberschuss.
Die Bevölkerung setzt sich (jeweils gerundet) aus 74 % Weißen, 21 % Schwarzen, 3 % Lateinamerikanern, 2 % Asiaten und weniger als 1 % amerikanischen Ureinwohnern zusammen. Ein Prozent der Bevölkerung stammt von keiner und ein weiteres Prozent von mehreren dieser Gruppen ab. Unabhängig von dieser Eingruppierung bezeichneten sich knapp 3 % der Bevölkerung als Amerikaner lateinamerikanischer Herkunft.
Altersmäßig teilt sich die Stadt auf in 25 % unter 18-Jährige, 8 % mit einem Alter zwischen 18 und 24, 34 % zwischen 25 und 44, 24 % zwischen 45 und 64 sowie 9 % älter als 64. Der Altersdurchschnitt beträgt 35 Jahre.

## Bildung
Seit 1927 besitzt Mauldin eine High School mit derzeit etwa 2400 Schülern.

## Söhne und Töchter der Stadt
- Kevin Garnett (* 1976), geboren in Mauldin; heute NBA All-Star und Spieler der Minnesota Timberwolves
- Orlando Jones (* 1968), Absolvent der Mauldin High School; heute Schauspieler und Comedian